# ジョイスリン・エルダーズ
ジョイスリン・エルダーズ（Joycelyn Elders、1933年8月13日）は、アメリカ合衆国の医師、医学者、軍人。クリントン政権期に第15代医務総監を務めた。最終階級は、中将。学位は、医学博士（アーカンソー大学・1960年）。

## 経歴
奨学金を得てフィランダー・スミス大学に通う。在学中に現在の名に改名し、1952年に理学士を得て卒業。翌年に陸軍入隊、少尉任官。1956年、アーカンソー大学大に進学。医学部では唯一の黒人であった。1960年に、オリバー・エルダーズと結婚。また同年に医学博士を取得。1967年に生化学の修士号を取得。
1987年、アーカンソー州知事のビル・クリントンから州保健局長に任命される。就任時は性教育に尽力した。
1993年、大統領となったクリントンから医務総監に任命される。なお、初の黒人であり、2人目の女性であった。業績としては、コンドームや妊娠中絶についてテレビ番組やコマーシャルなどでコメンテーターとしての役割も担った。1994年に国連で開かれたエイズ会議で、若者の危険な性行動防止のために自慰を推奨すべきかという問いに対し、「自慰は人間のセクシュアリティの一部であり、恐らくそれは教えられるべき」と回答。すると、会議の10日後に解任された。サンフランシスコにあるセックス・ポジティブな企業であるGood Vibrationsはエルダーズを称え5月28日を全国オナニーの日と宣言した。
現在は、アーカンソー医科大学の名誉教授を務める。